# Khoan La San
El Khoan La San (vietnamita) o Shiceng Dashan (xinès: 十层大山; pinyin: Shícéng Dàshān) és una muntanya a la Serralada Annamita. Forma el trifini, conegut com els «tres regnes de Jiming» a Laos, Xina i Vietnam. Té una altitud de 1830 metres. Fou marcat pel molló número 0, un monòlit de granit de dos metres i de forma triangular el 2005 i reconegut per un tractat el 2006. S'hi toquen la província vietnamita de Dien Bien, Phongsaly a Laos i la província xinesa de Yunnan.